# Morton Eden (1er baron Henley)
Morton Frederick Eden, 1er baron Henley (8 juillet 1752 - 6 décembre 1830) est un diplomate britannique.

## Biographie
Il est un fils cadet de Robert Eden, 3e baronnet et fait ses études au Collège d'Eton et à Christ Church, Oxford. De 1776 à 1779, il est ministre en Bavière, puis à Copenhague de 1779 à 1782, à Dresde de 1783 à 1791, à Berlin de 1791 à 1793 et à Vienne de 1793 à 1794. De 1794 à 1795, il est ambassadeur en Espagne et retourne en tant que ministre à Vienne en 1794 jusqu'en 1799. Il prend ensuite sa retraite avec une pension de 2000 £.
En 1799, il est créé baron Henley, après avoir été fait chevalier en 1791 et admis au Conseil privé en 1794. Le 7 août 1783, il épouse Elizabeth Henley (la plus jeune fille de Robert Henley (1er comte de Northington)) et ils ont quatre enfants. Lord Henley est mort en 1830 et son fils survivant, Robert Henley (2e baron Henley), lui succède.